# Большие Тарханы
Больши́е Тарха́ны (тат. Олы Тархан) — село в Тетюшском районе Татарстана. Административный центр муниципального образования «Большетарханское сельское поселение». Было основано в 1646 году ясачными татарами. Население в 1913 году достигало 3661 жителей, на 2021 год оно составляло 934 человека.

## География

### Географическое положение
Находится в лесостепной зоне в Предволжье, на реке Тарханка. Располагается в 36 км к юго-западу от районного центра — города Тетюши. Высота над уровнем моря — 126 м. Вблизи села находится лечебно-оздоровительная местность регионального значения «Тарханское месторождение минеральных подземных вод».

### Климат
По Классификации климатов Кёппена, климат села определяется как Dfb — влажный континентальный с тёплым летом. Температура здесь в среднем 5,4 °C. Среднегодовая норма осадков — 662 мм.
| Показатель              | Янв. | Фев. | Март | Апр. | Май  | Июнь | Июль | Авг. | Сен. | Окт. | Нояб. | Дек. |
| ----------------------- | ---- | ---- | ---- | ---- | ---- | ---- | ---- | ---- | ---- | ---- | ----- | ---- |
| Средняя температура, °C | −9,7 | −9,5 | −3,9 | 4,7  | 13,5 | 18,4 | 21,1 | 19,4 | 13,2 | 5,8  | −1,2  | −6,9 |
| Норма осадков, мм       | 45   | 37   | 39   | 41   | 49   | 71   | 68   | 64   | 68   | 73   | 57    | 50   |
| Источник:               |      |      |      |      |      |      |      |      |      |      |       |      |

## История и этимология
Было основано в 1646 году, когда «по речке Тарханке дана была земля "новоприбылым" ясашным татарам князя Байбулатова сотни, перешедшим сюда на жительство из починка Новаго Уразлина Свияжскаго уезда, старосте Уразле Енееву с товарищи. Эти новоприбылые татары и основали деревню Большие Тарханы». Название села произошло от тат. олы (большой) и наименования сословия тюркской знати тархан.
До 1860-х годов жители относились к сословию удельных (до 1797 — дворцовых) крестьян. Помимо традиционных повсеместных земледелия (сельская община владела 3639,6 десятинами земли в начале XX века) и скотоводства, обычными также были отхожие промыслы в селениях Казанской и Симбирской губерний: мельничный, плотничный, извозный. Работали пильщиками, крючниками, рабочими на нефтяных промыслах Баку. В начале XX века в селе Большие Тарханы располагалось волостное правление, действовали пять торгово-промышленных заведений.
В конце XIX — начале XX века в деревне действовало культурно-просветительское
«Благотворительное общество мусульман Симбирского уезда». Организация, кроме постоянной благотворительной помощи, содержала сельскую мусульманскую ремесленную школу. В начале XX века действовали четыре мечети.
До 1920 года село являлось центром Больше-Тарханской волости, входившей в Симбирский уезд Симбирской губернии. С 1920 года вошло в состав образованного Буинского кантона Татарской АССР. В связи с упразднением кантонного деления в республике, 10 августа 1930 года было включено в образованный Тетюшский район. С 4 августа 1938 года стало административным центром созданного Больше-Тарханского района. С 12 октября 1959 года вновь перешло в Тетюшский район.

## Население
| 1859  | 1870  | 1883  | 1897  | 1910  | 1913  | 1920  | 1926  | 1938  |
| ----- | ----- | ----- | ----- | ----- | ----- | ----- | ----- | ----- |
| 1829  | ↗1953 | ↗2159 | ↗2929 | ↗3439 | ↗3661 | ↘2713 | ↗3564 | ↘3063 |
| 1949  | 1958  | 1970  | 1979  | 1989  | 2000  | 2016  | 2018  | 2021  |
| ↘2775 | ↗2933 | ↘2097 | ↘1818 | ↘1446 | ↘1379 | ↘1165 | ↘1034 | ↘934  |

На начало 2018 года в селе жили 1034 человека. По переписи 2021 года в селе жили 934 человека. Из 934 указавших национальность были 857 татар, 49 русских и 28 представителей других национальностей. Русский язык был родным для 54 человек (при этом использовали его 822 человека), татарский — для 856 (использовали 743 человека). По переписи 2002 года — 1290 жителей (татары — 95%). В селе родился Ильдус Файзов — муфтий Татарстана, Председатель Духовного управления мусульман Республики Татарстан.

## Экономика
Сельскохозяйственные производители села специализируются на полеводстве, молочном скотоводстве. На территории села с 2006 года находится сельскохозяйственное предприятие — общество с ограниченной ответственностью «Агрофирма "Татарстан"». Имеются объекты сельскохозяйственного производства: две фермы крупного рогатого скота, зерноток, машинно-тракторный парк, склад хранения сельскохозяйственной продукции, склад горюче-смазочных материалов, ветеринарный участок. Действует цех по розливу бутилированной воды.

## Инфраструктура
В селе имеются средняя школа, детский сад, участковая больница, подстанция скорой медицинской помощи, универсальная площадка для игры в баскетбол и волейбол, с уличными тренажёрами, почтовое отделение, отделение Сбербанка, три кладбища общей площадью 11,66 га.
В селе 19 улиц и 2 переулка. Общая протяжённость улично-дорожной сети — 15,691 км. Село электрифицировано, обеспеченность газоснабжением составляет 85%.  Водоснабжение, водоотведение и отопление осуществляется индивидуальными системами.
Через село проходят автомобильные дороги регионального значения: Р241 — Большие Тарханы, Большие Тарханы — Нижние Тарханы, Тетюши — Большие Тарханы — Ундоры. От Ульяновска (автовокзал «Центральный») до села существует регулярное автобусное сообщение. В селе имеется автовокзал.

## Культура и религия
Вблизи села имеются объекты культурного наследия федерального значения: Больше-Тарханское городище, Больше-Тарханский могильник, Больше-Тархановское селище I-е, II-е и III-е. Известны находки кинжала и наконечника стрелы, датируемые серединой VIII — первой половиной VII века до н. э, эпиграфический памятник времён Улуса Джучи (1314 г.), описывающий генеалогию сборщика податей (тамгачи) жившего в конце XII — начале XIII века. А. Х. Халиковым были упомянуты небольшие селища и кладбища золотоордынского времени у села. В рукописи, датируемой 1854 годом, село Большие Тарханы упоминается как резиденция богатыря Идегея из одноимённого дастана. В селе с 1922 года действовала изба-читальня, с 1938 года — поселенческая библиотека, имеется сельский дом культуры. В селе находится местная мусульманская религиозная организация — сельский приход Духовного управления мусульман Республики Татарстан. Действует мечеть.